# Tasnádi Sándor
Tasnádi Sándor (Budapest, 1904 – Budapest, 1974. január 15.) magyar vállalatvezető, tisztviselő, miniszterhelyettes.

## Élete
Vasutas családban született, apja a MÁV segédtisztje volt. Reáliskolát végzett, majd érettségi után a Magyar Királyi József Nádor Műszaki és Gazdaságtudományi Egyetem hallgatója lett, de tanulmányait anyagi okok miatt abbahagyta. 1929-től Budapest fővárosi közélelmezésében kapott tisztviselői állást, ezen a területen dolgozott a második világháború végéig.
1945-ben a Vásárcsarnokok Üzemi Bizottsága elnökévé választották meg, ugyanazon év júliusától közélelmezési felügyelő, majd a Vásárcsarnokok helyettes igazgatója és közélelmezési tanácsnok lett. 1948. április 1-jétől a közélelmezési ügyosztály vezetője lett, május 1-jétől pedig kinevezték az Ipari Közellátási Ügyosztály vezetőjévé is. 1948. decemberétől a Közalkalmazottak Szakszervezetének főtitkára is lett.
1950. decemberétől az Élelmezésügyi Minisztériumban az elvi osztályok miniszterhelyettesévé nevezték ki, 1952-ben pedig az előbbi egyik utódaként megszervezett Begyűjtési Minisztériumban lett a miniszter első helyettese; e tisztségét egészen a minisztérium 1956 decemberi megszüntetéséig megtartotta. Utolsó munkahelye az Élelmiszeripari Ügyvitelszervezési és Gépi Adatfeldolgozó Vállalat volt, ennek igazgatójaként vonult nyugdíjba.
1945-ben lépett be a Magyar Kommunista Pártba, később a Magyar Dolgozók Pártja, majd a Magyar Szocialista Munkáspárt tagja lett. Ugyancsak 1945-től vezetőségi taggá választották a Szabadságharcos Szövetség XI. kerületi szervezetében is. 1947-1948 folyamán a XI. kerületi Nemzeti Bizottság tagja – egy ideig elnöke –, 1949-ben pedig a Népfrontbizottság tagja. 1949. május 15-én a Magyar Függetlenségi Népfront országos listáján országgyűlési képviselővé is megválasztották, mandátumát 1953. május 17-ig viselte.
Budapesten hunyt el, 1974. január 15-én; hamvasztás előtti búcsúztatása 1974. január 23-án délután 14 órakor volt a Farkasréti temetőben.

## Magánélete
Nős volt, de házasságuk feltehetőleg gyermektelen maradt; gyászjelentése a feleségén kívül családtagként csak egyetlen nevelt fiát, Lévai Gábort említi. Utolsó lakcíme XI. kerület, Egry József utca 17. volt.

## Elismerései
- Munka Érdemrend
- Magyar Népköztársasági Érdemrend
- Felszabadulási Jubileumi Emlékérem